# Alliance des patriotes pour un Congo libre et souverain
L’Alliance des patriotes pour un Congo libre et souverain (APCLS) est un groupe armé de la République démocratique du Congo. Cette milice, dont le chef est Janvier Karairi, œuvre dans le territoire de Masisi au Nord-Kivu, où elle a combattu au côté de l’Alliance de forces démocratiques pour la libération du Congo (AFDL) pour mettre fin au régime de Mobutu Sese Seko. Elle a refusé d’intégrer les Forces armées de la république démocratique du Congo (FARDC). L'APCLS est constitué de miliciens hunde et défend ce peuple.
Les combats entre le Mouvement du 23 mars et les troupes gouvernementales reprennent en 2022. L'APCLS soutient les forces loyalistes. L'APCLS établit son quartier général à Nyabiondo dans le Masisi. La zone est laissée sous le commandement de l'APCLS par les FARDC, lesquelles n'ont soit pas les moyens, soit pas la volonté de garder le contrôle de cette zone.